# Колозомб (Мазовецьке воєводство)
Колозомб (пол. Kołoząb) — село в Польщі, у гміні Сохоцин Плонського повіту Мазовецького воєводства.
Населення — 217 осіб (2011).
У 1975—1998 роках село належало до Цехановського воєводства.

## Демографія
Демографічна структура станом на 31 березня 2011 року:
|          | Загалом | Допрацездатний вік | Працездатний вік | Постпрацездатний вік |
| -------- | ------- | ------------------ | ---------------- | -------------------- |
| Чоловіки | 110     | 20                 | 73               | 17                   |
| Жінки    | 107     | 22                 | 66               | 19                   |
| Разом    | 217     | 42                 | 139              | 36                   |